# Liste der Baudenkmäler in Sulzberg (Oberallgäu)

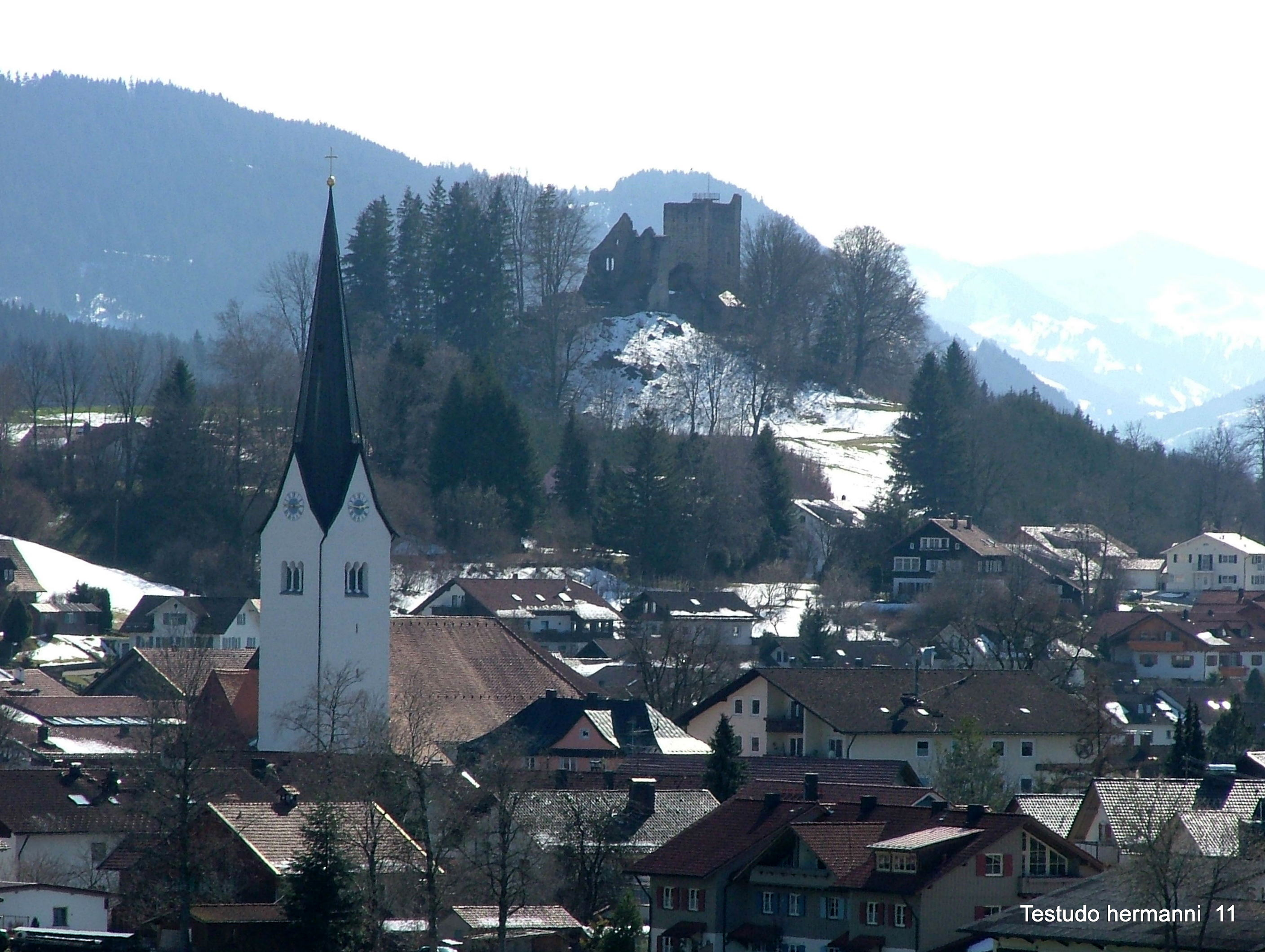
Sulzberg zu Füßen der Burg Sulzberg

Auf dieser Seite sind die Baudenkmäler in dem schwäbischen Markt Sulzberg zusammengestellt. Diese Tabelle ist eine Teilliste der Liste der Baudenkmäler in Bayern. Grundlage ist die Bayerische Denkmalliste, die auf Basis des Bayerischen Denkmalschutzgesetzes vom 1. Oktober 1973 erstmals erstellt wurde und seither durch das Bayerische Landesamt für Denkmalpflege geführt wird. Die folgenden Angaben ersetzen nicht die rechtsverbindliche Auskunft der Denkmalschutzbehörde.

## Baudenkmäler nach Ortsteilen

### Sulzberg
| Lage                                                         | Objekt                                           | Beschreibung | Akten-Nr.     | Bild                                                                                           |
| ------------------------------------------------------------ | ------------------------------------------------ | --- | ------------- | ---------------------------------------------------------------------------------------------- |
| Duracher Straße 3 (Standort)                                 | Wohnhaus                                         | Zweigeschossiger und teils verbretterter Krüppelwalmdachbau mit segmentbogiger Eingangstür, 1920 erbaut | D-7-80-140-38 | Wohnhaus                                                                                       |
| Jodbadstraße 9 (Standort)                                    | Ehemalige Sölde                                  | Zweigeschossiger Satteldachbau mit hakenförmigem Anbau, frühes 19. Jahrhundert, Dachausbau wohl um 1900 | D-7-80-140-34 | Ehemalige Sölde                                                                                |
| Kemptener Straße 4 (Standort)                                | Wohnhaus                                         | Zweigeschossiger Walmdachbau mit hohem Kniestock, Zierfachwerk, Risalit mit Satteldach, halbrundem Bodenerker mit Balkon, Veranda, Segmentbogenfenstern und Putzgliederung; 1913 erbaut                                                   | D-7-80-140-39 | weitere Bilder                                                                                 |
| Kemptener Straße 15 (Standort)                               | Feuerwehrhaus                                    | Erdgeschossiger, teilweise verbretterter Fachwerkbau mit Satteldach, Zwerchhaus und Turm mit Zeltdach, um 1900 | D-7-80-140-35 | Feuerwehrhaus                                                                                  |
| Pfarrweg (beim Pfarrhaus) (Standort)                         | Denkmal                                          | Mit bayerischem Löwenwappen, Sandstein, um 1870/80 | D-7-80-140-7  | [[Vorlage:Bilderwunsch/code!/C:47.66022,10.35104!/D:Pfarrweg (beim Pfarrhaus), Denkmal!/\|BW]] |
| Pfarrweg 1 (Standort)                                        | Pfarrhaus                                        | Zweigeschossiger Walmdachbau mit polygonalem Eckerker und Zwerchhäusern, Heimatstil, von Ambros Madlener, 1911 | D-7-80-140-36 | Pfarrhaus                                                                                      |
| Sonthofener Straße 1 (Standort)                              | Katholische Pfarrkirche Heiligste Dreifaltigkeit | Saalbau mit eingezogenem Chor und nördlichem Turm mit Spitzhelm, im Kern 15. Jahrhundert, Anbau der Seitenkapellen vor 1493, Spitzhelm von 1653, Erweiterung des Langhauses um 1730, Umgestaltung des Langhauses 1919/20; mit Ausstattung | D-7-80-140-1  | weitere Bilder                                                                                 |
| Sonthofener Straße 1 (an der Südseite der Kirche) (Standort) | Drei Sühnekreuze                                 | Sandstein, eines bezeichnet 1565 | D-7-80-140-6  | weitere Bilder                                                                                 |
| Sonthofener Straße 4 (Standort)                              | Ehemaliger Meierhof                              | Jetzt Gasthaus Hirsch, zweigeschossiger, breitgelagerter Bau mit Flachsatteldach und Fachwerkgiebel, Mitte 18. Jahrhundert | D-7-80-140-2  | Ehemaliger Meierhof                                                                            |
| Sonthofener Straße 8 (Standort)                              | Ehemaliges Bauernhaus                            | Zweigeschossiger Satteldachbau mit Zimmermeisterinschrift und Datierung am Sturzbalken des Tennentores, bezeichnet 1876, Wirtschaftsteil verändert                                                                                        | D-7-80-140-4  | Ehemaliges Bauernhaus                                                                          |

### Aleuthe
| Lage                 | Objekt        | Beschreibung | Akten-Nr.    | Bild          |
| -------------------- | ------------- | --- | ------------ | ------------- |
| Aleuthe 3 (Standort) | Aleuthe-Mühle | Zweigeschossiger Hauptbau mit steilem Satteldach, Fachwerkgiebel und Fassadenmalerei, bezeichnet 1786 Nebenhaus, Ständerriegelbau mit Steilsatteldach, Zimmermeisterinschrift und Jahrzahl, 1824 | D-7-80-140-9 | Aleuthe-Mühle |

### Büchelesstein
| Lage                                           | Objekt           | Beschreibung | Akten-Nr.     | Bild             |
| ---------------------------------------------- | ---------------- | --- | ------------- | ---------------- |
| Im Winkel der Straßen OA 11 und A 7 (Standort) | Steinernes Kreuz | Am Sockel Wappen des Fürstabts Honorius Roth von Schreckenstein (1760–85), Sandstein, wohl zweite Hälfte 18. Jahrhundert; in Grottenarchitektur eingestellt | D-7-80-140-10 | Steinernes Kreuz |

### Hiltensberg
| Lage                     | Objekt     | Beschreibung                                                 | Akten-Nr.     | Bild       |
| ------------------------ | ---------- | ------------------------------------------------------------ | ------------- | ---------- |
| Hiltensberg 1 (Standort) | Wegkapelle | Rechteckbau mit Satteldach, 19. Jahrhundert; mit Ausstattung | D-7-80-140-11 | Wegkapelle |

### Hofstetten
| Lage                    | Objekt                    | Beschreibung | Akten-Nr.     | Bild                      |
| ----------------------- | ------------------------- | --- | ------------- | ------------------------- |
| Hofstetten 1 (Standort) | Katholische Marienkapelle | Rechteckbau mit eingezogenem Chor und Dachreiter, wohl 19. Jahrhundert, wohl über älterem Kern von 1707; mit Ausstattung. | D-7-80-140-12 | Katholische Marienkapelle |

### Hub
| Lage             | Objekt                      | Beschreibung | Akten-Nr.     | Bild                        |
| ---------------- | --------------------------- | --- | ------------- | --------------------------- |
| Hub 1 (Standort) | Loja-Kapelle                | Um 1500 und 17. Jahrhundert; historische Ausstattungsstücke im Kapellenneubau aus dem Jahr 1956                          | D-7-80-140-13 | Loja-Kapelle                |
| Hub 2 (Standort) | Wohnteil eines Bauernhauses | Zweigeschossiger Bau mit Flachsatteldach, verputztem Fachwerkgiebel und Fresko über der Haustür, im Kern 18. Jahrhundert | D-7-80-140-14 | Wohnteil eines Bauernhauses |

### Kenels
| Lage                 | Objekt     | Beschreibung                                                               | Akten-Nr.     | Bild       |
| -------------------- | ---------- | -------------------------------------------------------------------------- | ------------- | ---------- |
| in Kenels (Standort) | Wegkapelle | Backsteinbau mit leicht eingezogenem Schluss, gegen 1900; mit Ausstattung. | D-7-80-140-15 | Wegkapelle |

### Kühbach
| Lage                 | Objekt                | Beschreibung | Akten-Nr.     | Bild                  |
| -------------------- | --------------------- | --- | ------------- | --------------------- |
| Kühbach 3 (Standort) | Ehemaliges Bauernhaus | Zweigeschossiger, verschindelter beziehungsweise verbretterter Blockbau mit Flachsatteldach und Klebdach, Anfang 19. Jahrhundert | D-7-80-140-16 | Ehemaliges Bauernhaus |
| Kühbach 5 (Standort) | Bauernhaus            | Zweigeschossiger Flachsatteldachbau mit verschaltem Giebel und Längsschopf, im Kern 18./19. Jahrhundert                          | D-7-80-140-17 | Bauernhaus            |

### Moosbach
| Lage                         | Objekt                                          | Beschreibung | Akten-Nr.     | Bild                  |
| ---------------------------- | ----------------------------------------------- | --- | ------------- | --------------------- |
| Alte Dorfstraße 1 (Standort) | Ehemaliges Pfarrhaus                            | Zweigeschossiger, verputzter Blockbau mit Flachsatteldach, um 1718 (Dendrochronologie)                                                                                                   | D-7-80-140-18 | Ehemaliges Pfarrhaus  |
| Bgm.-Herz-Platz 2 (Standort) | Ehemaliges Bauernhaus                           | Zweigeschossiger, verschindelter Blockbau mit Flachsatteldach, zweites Viertel 19. Jahrhundert, Wirtschaftsteil zu Wohnzwecken umgebaut                                                  | D-7-80-140-20 | Ehemaliges Bauernhaus |
| Bgm.-Herz-Platz 9 (Standort) | Katholische Pfarrkirche St. Johannes der Täufer | Saalbau mit eingezogenem Chor und nördlichem Turm mit Zwiebelhaube, Chor und Turm zweite Hälfte 15. Jahrhundert, Langhaus von Nikolaus Rieff 1739–41, Turmerhöhung 1766; mit Ausstattung | D-7-80-140-21 | weitere Bilder        |

### Oberschloß
| Lage                    | Objekt             | Beschreibung | Akten-Nr.    | Bild           |
| ----------------------- | ------------------ | --- | ------------ | -------------- |
| Oberschloß 1 (Standort) | Burgruine Sulzberg | Partien der nördlichen, südlichen und westlichen Ringmauer sowie Bergfried und Reste von Palas und Kemenate, um 1100 | D-7-80-140-8 | weitere Bilder |

### Ottacker
| Lage                  | Objekt                            | Beschreibung | Akten-Nr.     | Bild           |
| --------------------- | --------------------------------- | --- | ------------- | -------------- |
| Ottacker 2 (Standort) | Katholische Pfarrkirche St. Otmar | Saalbau mit östlich kurzem Querhaus, eingezogenem Chor und nördlicher Turm mit Spitzhelm, Chor und Turmunterbau um 1450, Langhaus von Joseph Birkner wohl nach Plänen von Johann Georg Wirth 1779; mit Ausstattung. | D-7-80-140-37 | weitere Bilder |

### Raichen
| Lage                  | Objekt                    | Beschreibung                                                                  | Akten-Nr.     | Bild                      |
| --------------------- | ------------------------- | ----------------------------------------------------------------------------- | ------------- | ------------------------- |
| in Raichen (Standort) | Katholische Marienkapelle | Rechteckbau mit dreiseitigem Schluss und Dachreiter, um 1837; mit Ausstattung | D-7-80-140-22 | Katholische Marienkapelle |

### Ried bei Ottackers
| Lage                           | Objekt                               | Beschreibung | Akten-Nr.     | Bild           |
| ------------------------------ | ------------------------------------ | --- | ------------- | -------------- |
| Ried bei Ottacker 4 (Standort) | Katholische Filialkirche St. Michael | Saalbau mit dreiseitigem Schluss und westlichem Satteldachturm, spätgotisch, Ausstattung um 1699; mit Ausstattung Friedhofsmauer, Bruch- und Rollsteinmauer, wohl gleichzeitig | D-7-80-140-24 | weitere Bilder |

### Ried bei Sulzberg
| Lage               | Objekt                    | Beschreibung                                                       | Akten-Nr.     | Bild                      |
| ------------------ | ------------------------- | ------------------------------------------------------------------ | ------------- | ------------------------- |
| Ried 40 (Standort) | Katholische Marienkapelle | Rechteckbau mit Dachreiter, angeblich erbaut 1810; mit Ausstattung | D-7-80-140-25 | Katholische Marienkapelle |

### Schlechtenberg
| Lage                         | Objekt                           | Beschreibung                                      | Akten-Nr.     | Bild                             |
| ---------------------------- | -------------------------------- | ------------------------------------------------- | ------------- | -------------------------------- |
| in Schlechtenberg (Standort) | Katholische Kapelle St. Antonius | Rechteckbau mit Dachreiter, 1823; mit Ausstattung | D-7-80-140-27 | Katholische Kapelle St. Antonius |

### See
| Lage              | Objekt      | Beschreibung                                                             | Akten-Nr.     | Bild           |
| ----------------- | ----------- | ------------------------------------------------------------------------ | ------------- | -------------- |
| in See (Standort) | Ortskapelle | Rechteckbau mit eingezogenem Chor und Dachreiter, 1798; mit Ausstattung. | D-7-80-140-28 | weitere Bilder |

### Untergassen
| Lage                      | Objekt                              | Beschreibung                                                                                             | Akten-Nr.     | Bild           |
| ------------------------- | ----------------------------------- | --- | ------------- | -------------- |
| Untergassen 20 (Standort) | Katholische Filialkirche St. Joseph | Saalbau mit dreiseitig geschlossenem Chor und nördlichem Turm mit Zwiebelhaube, 1914/15; mit Ausstattung | D-7-80-140-30 | weitere Bilder |

### Unterminderdorf
| Lage                                                         | Objekt     | Beschreibung | Akten-Nr.     | Bild       |
| ------------------------------------------------------------ | ---------- | --- | ------------- | ---------- |
| Unterminderdorf 2 (Standort)                                 | Bauernhaus | Zweigeschossiger Fachwerkbau mit Flachsatteldach und reich ornamentiertem Obergeschoss und Giebel, Wirtschaftsteil verändert, bezeichnet 1787 | D-7-80-140-31 | Bauernhaus |
| Unterminderdorf 2 a (an der Straße nach Sulzberg) (Standort) | Bildstock  | Neugotisch, Mitte 19. Jahrhundert | D-7-80-140-32 | Bildstock  |

### Waxenegg
| Lage                                                 | Objekt  | Beschreibung                                                                 | Akten-Nr.     | Bild    |
| ---------------------------------------------------- | ------- | ---------------------------------------------------------------------------- | ------------- | ------- |
| Nähe Wachsenegg, nord-westlich der Einöde (Standort) | Kapelle | Rechteckbau mit eingezogener Apsis und Dachreiter, um 1871; mit Ausstattung. | D-7-80-140-33 | Kapelle |

## Abgegangene Baudenkmäler
In diesem Abschnitt sind Objekte aufgeführt, die früher einmal in der Denkmalliste eingetragen waren, jetzt aber nicht mehr existieren, z. B. weil sie abgebrochen wurden. Aktennummern in diesem Abschnitt sind ehemalige, jetzt nicht mehr gültige Aktennummern.

| Lage                         | Objekt                                 | Beschreibung                                                                                            | Akten-Nr.     | Bild |
| ---------------------------- | -------------------------------------- | --- | ------------- | ---- |
| Raichen Raichen 1 (Standort) | Wohnteil eines ehemaligen Bauernhauses | Zweigeschossiger, verschindelter Blockbau, etwa Mitte 18. Jahrhundert, Dach später erhöht und verändert | D-7-80-140-23 | BW   |